# Hilib
Hilib falu Romániában, Erdélyben, Kovászna megyében. Közigazgatásilag Ozsdolához tartozik.

## Fekvése
Kézdivásárhelytől 8 km-re délkeletre, a Hilib-patak völgyében fekszik.

## Története
1567-ben Hylib néven említik. A falu 17. századi fatemploma 1864-ben összeomlott. Mai római katolikus temploma ezután épült.           1910-ben 704 lakosából 689 magyar és 15 román volt. 1913. július 14-én súlyos tűzvész pusztított. A trianoni békeszerződésig Háromszék vármegye Orbai járásához tartozott. 1992-ben 317 magyar lakosa volt.

## Híres emberek
- Itt született 1846-ban Fábián Sándor kanonok, gyulafehérvári római katolikus főgimnázium igazgatója.